# Denis (Maupassant)
Pour les articles homonymes, voir Denis.
Denis est une nouvelle de Guy de Maupassant, parue en 1883.

## Historique
Denis est initialement publiée dans la revue Le Gaulois du 28 juin 1883, puis dans le recueil Miss Harriet .
La nouvelle est dédiée à Léon Chapron (1840-1884), avocat, journaliste et romancier parisien.

## Résumé
Denis est le serviteur de M. Marambot depuis vingt ans. Trapu et jovial, il sert fidèlement son maître, un ancien pharmacien qui vend des remèdes aux paysans. M. Marambot reçoit une lettre qui lui annonce qu'il va toucher cinq mille francs.
Une nuit, Denis pénètre dans la chambre de son maître et le poignarde à plusieurs reprises. Ce dernier ne doit la vie sauve qu’au fait d’avoir crié à Denis qu’il n’a en fait pas reçu les cinq mille francs. Aussitôt, Denis le soigne avec dévotion, supplie son maître de ne pas le dénoncer et lui promet de le servir fidèlement comme par le passé. Marambot ne le dénonce pas.
Plusieurs mois plus tard, Denis est arrêté par les gendarmes pour un vol de canards et amené devant son maître. Denis croit que c’est Marambot qui l’a dénoncé. Marambot, devant les gendarmes, jure à Denis qu’il ne l’a pas dénoncé pour sa tentative d'assassinat. Ceux-ci comprennent que Denis a tenté un meurtre contre la personne de M. Marambot et ils l'arrêtent. A l'issue de son procès, son avocat ayant plaidé la folie, Denis est acquitté et mis dans un asile d'aliénés.

## Éditions
- Denis, dans Maupassant, Contes et Nouvelles, tome I, texte établi et annoté par Louis Forestier, Bibliothèque de la Pléiade, éditions Gallimard, 1974  (ISBN 978 2 07 010805 3).